# Toyota Sprinter Carib
Der Toyota Sprinter Carib war das erste SUV, das Toyota von 1982 bis 2002 produzierte. In den Exportmärkten trug das Modell teils andere Namen als auf dem Heimatmarkt. Mit dem Sprinter Carib reagierte Toyota auf den Nissan Prairie, jedoch positionierte Toyota sein Modell nicht als Minivan, sondern als Kombi mit speziellem Heck für größere Nutzungsmöglichkeiten. Ab 1995 entsprach das Modell weitgehend dem europäischen Toyota Corolla110 Kombi. 2002 wurde die Baureihe eingestellt und das Nachfolgemodell Toyota Voltz in den USA gebaut und auch von dort nach Japan importiert. In Europa wurde dieses nicht mehr angeboten.

## Sprinter Carib AL25 (1982–1988), Tercel Wagon (1983–1989), Tercel 4WD (1983–1990)
Nachdem der Nissan Prairie bei seinem Start auf dem Heimatmarkt ein Verkaufserfolg wurde, entschloss sich Toyota rasch, ein Konkurrenzmodell zu schaffen. Ursprünglich war ein normaler Kombi der Toyota Sprinter Baureihe auf Basis des Toyota Tercel II geplant, welcher über Frontantrieb verfügte. Um diesen als SUV mit großem Laderaum positionieren zu können, wurde das Heck für bessere Nutzungsmöglichkeit umgestaltet. Um möglichst kostengünstig einen Allradantrieb zu installieren, wurde die Hinterachse des Toyota Corolla (E70) verbaut, der über Hinterradantrieb verfügte. So wurde mittels Verteilergetriebe ein System realisiert, welches mittels Knopfdruck statt Front- über Allradantrieb (4WD) in einem starren Verhältnis von 50:50-Kraftübertragung verfügte. Der Ottomotor mit Fünfgang-Schaltgetriebe, die vordere Karosserie und der vordere Innenraum samt Armaturenbrett wurden vom Tercel übernommen. Zusätzlich waren ein Kompass und Neigungsmesser angebracht.
- Die Produktion und Verkauf startete in Japan im August 1982. Der mit Vergaser ausgestattete 3A-U-1452 cm³-Ottomotor leistete 61 kW (83 PS) oder als 3A-HU mit variablem Venturi-Vergaser 63 kW (86 PS). Auch eine Tercel-Limousine mit 4WD-System entstand auf Basis des Sprinter Carib, welche aber nur auf dem Heimatmarkt angeboten wurde.
- 1983 erfolgte die Markteinführung als Tercel 4WD in Europa und Ozeanien sowie als Tercel Wagon in Nordamerika. Auch deswegen war ab Oktober ein Dreistufen-Automatikgetriebe erhältlich.
- Im August 1984 ersetzt der 3A-SU mit 66 kW (90 PS) den 3A-HU.
- Nach dem Produktionsstart der dritten Tercel-Generation im Juni 1986 erschien auch der Sprinter Carib und die Limousine wurde geringfügig überarbeitet. Optional war auch ein 6-Gang Schaltgetriebe mit lange übersetztem 1. Gang als Anfahrgang (Extra Low) bei widrigen Bodenverhältnissen erhältlich. Zudem ein elektronisches Fahrwerk und der 3A-U leistete 63 kW (85 PS) . Beide Motorversionen verfügten zudem über Saugrohreinspritzung. Eine spezielle Version mit Scheinwerferreinigungsanlage, spezieller Zweifarben-Lackierung und elektrischem Stahlschiebedach wurde angeboten. In Europa wurde nur noch der Tercel 4WD angeboten, da hier der Toyota Starlet das Einstiegsmodell von Toyota war.
- Anfang 1988 wurde der Verkauf im Heimatmarkt eingestellt, ebenso wie die Produktion der Limousine im Mai 1988.
- In Nordamerika endete der Verkauf Mitte 1989. Im Oktober 1989 wurde die Produktion der ersten Generation eingestellt.
- Bis ins Frühjahr 1990 war der Tercel 4WD in Europa und Ozeanien noch im Programm.

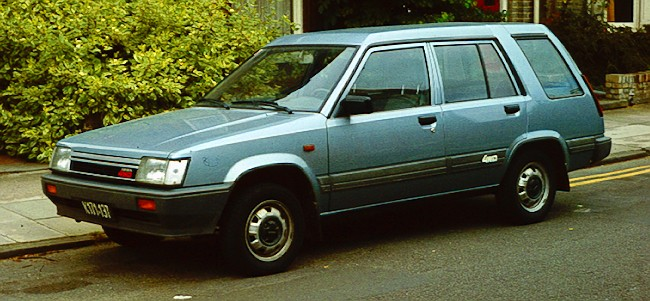
Tercel 4WD Europa
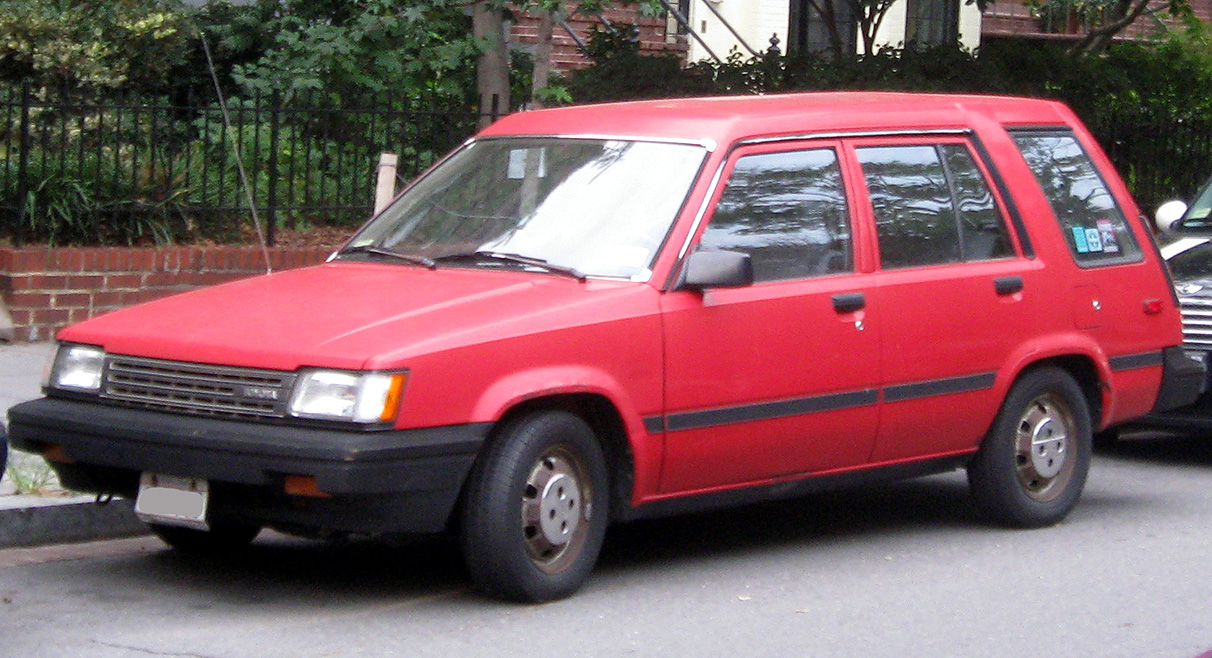
Tercel Wagon USA
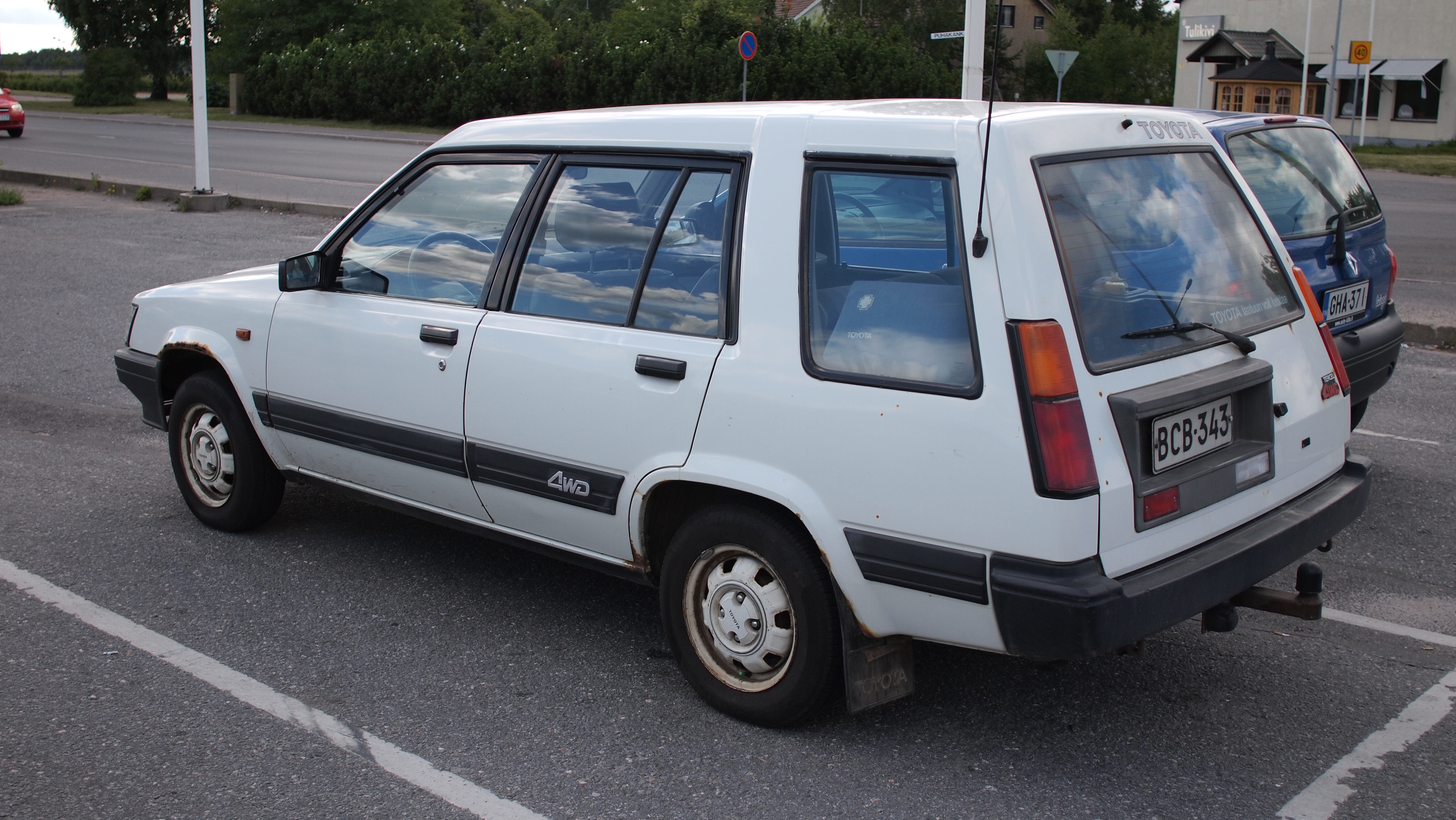
Heckansicht Tercel 4WD Europa
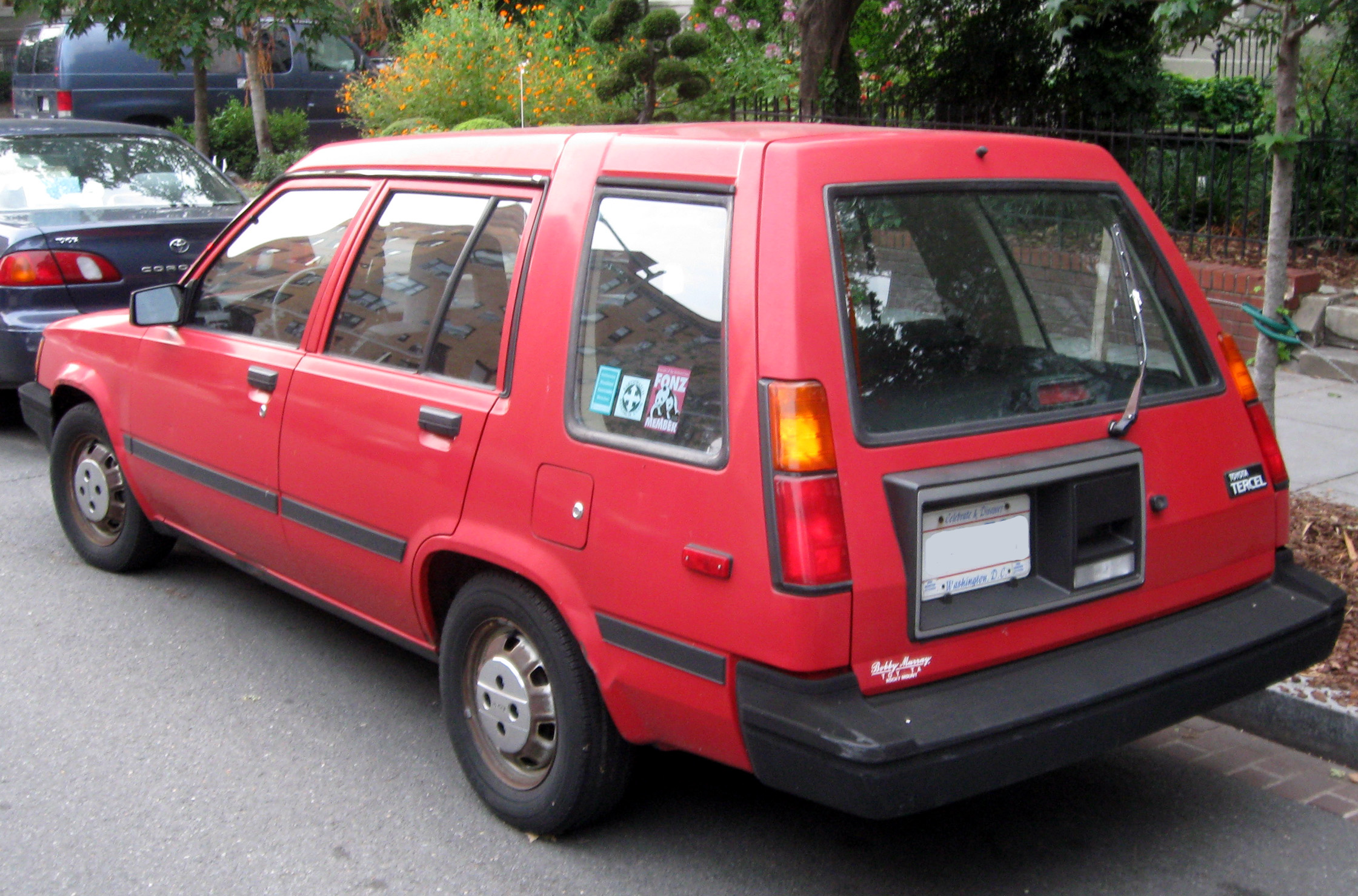
Heckansicht Tercel Wagon (USA)

## Sprinter Carib AE95G (1988–1995), Corolla AllTrac (1989–1995), Corolla Tercel 4WD (1990–1995)
Im Februar 1988 wurde die zweite Generation auf dem Heimatmarkt eingeführt. Die Basis war nun nicht mehr der Tercel III, sondern der Corolla (E90), jedoch mit Verwendung der Hinterachse des Vorgängers. Das Modell wurde dadurch breiter und länger, bei gleichem Radstand. Vom Corolla erhielt dieses Modell auch den 4A-FE 1,6-Liter-Ottomotor mit 74 kW (100 PS) und Vergaser. Das 4WD-System verfügte nun über mechanische Differentialsperre und zudem war optional ein elektronisches Höhensystem erhältlich, welches die Bodenfreiheit während der Fahrt hydraulisch bis zu 30 mm anhob. Der Sprinter Carib II entsprach weitgehend dem Corolla (E90) und wurde parallel zur ersten Überarbeitung im August 1989 in Nordamerika als Corolla AllTrac eingeführt. Hier gab es bereits den Corolla Kombi als Corolla Wagon, gleichzeitig war der Kombi mit dem AllTrac bis zum Heck gleich. Ab der Überarbeitung wurden belüftete Scheibenbremsen vorne verbaut und die Position des 4WD-Schalters wurde aufgrund der Einführung eines Vierstufen-Automatikgetriebes neben dem Fünfgang-Schaltgetriebe verändert. Weiters gab es ab nun optional ein großes mittiges elektrisches Schiebedach und Antiblockiersystem je nach Version serienmäßig, zudem wurde die Kapazität des Scheibenwischertanks erhöht.
- Nachdem in Europa und Ozeanien die gleichen Vorzeichen wie in Nordamerika gegeben waren, wurde er hier ab September 1990 als Corolla Tercel 4WD angeboten. Gleichzeitig erfolgte ein kleines Facelift mit geänderter Stoßstange, Kühlergrill, Scheinwerfern und dem neuen Toyota-Emblem. Technisch wurde der 4A-FHE mit 81 kW (110 PS) eingeführt, der wie nun auch der 4A-FH über Saugrohreinspritzung EFI verfügte.
- Im September 1991 wurden Dreipunkt-Sicherheitsgurte und Seitenaufprallschutz in den Seitentüren eingeführt. Zudem bestanden die Sitzbezüge nun aus schwerer entflammbarem Materialien.
- Ab August 1993 war ein Fahrerairbag Serienausstattung und die je nach Ausstattung serienmäßige Klimaanlage war nun FCKW-frei.

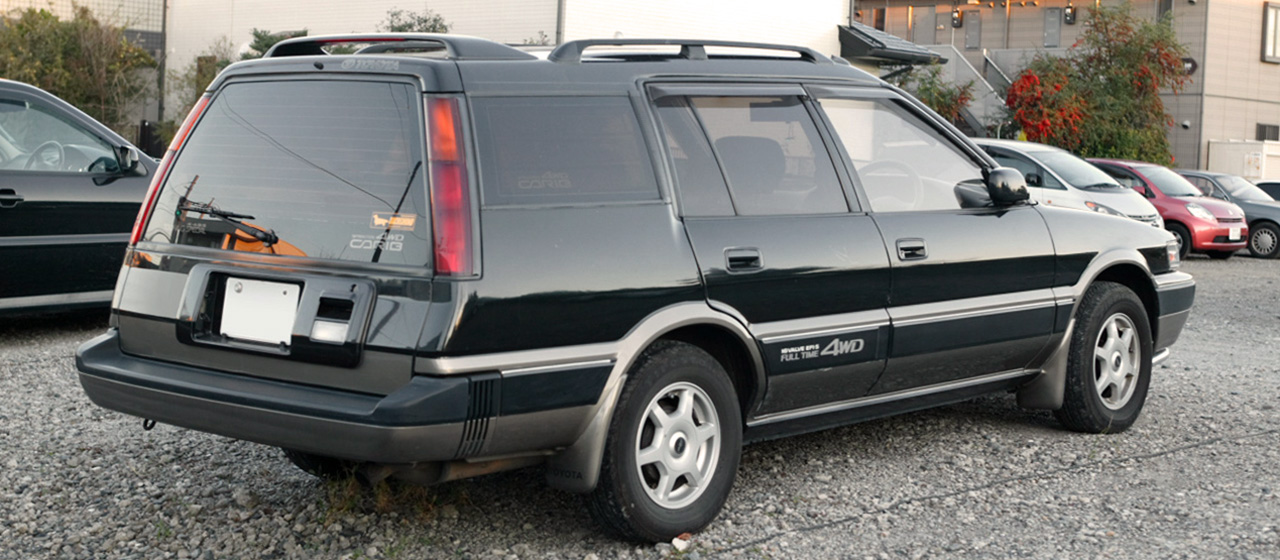
Heckansicht
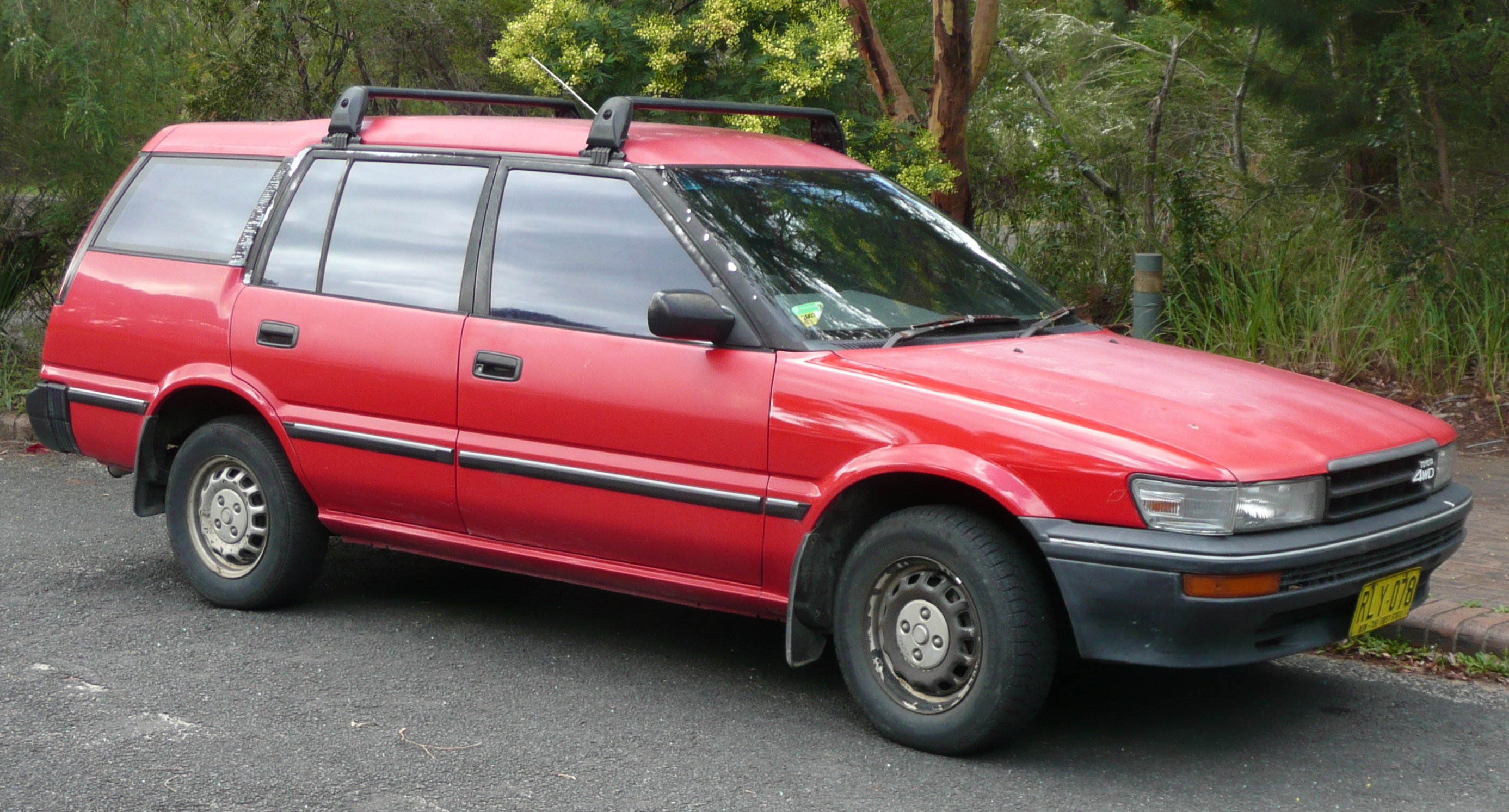
Corolla Tercel 4WD
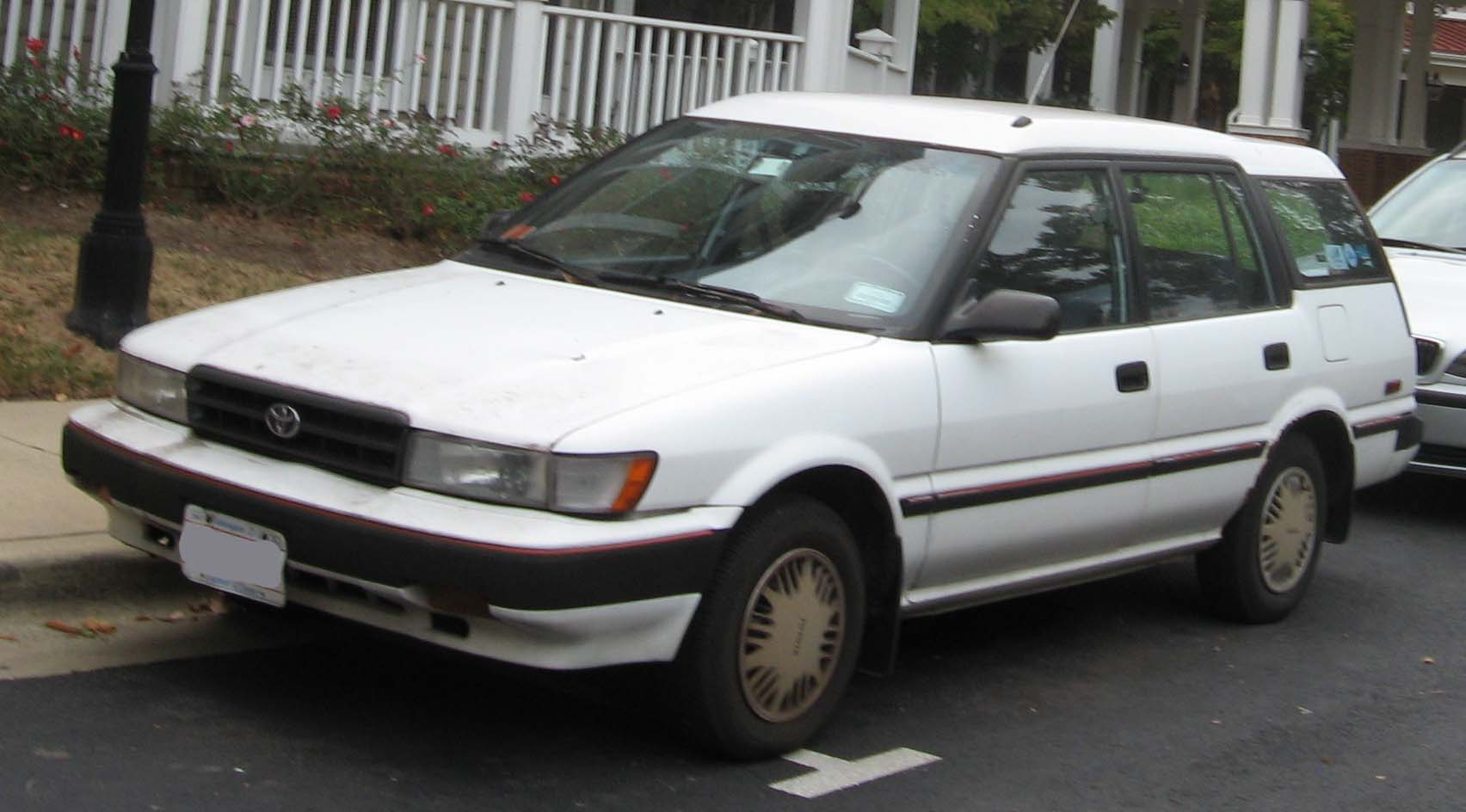
Corolla AllTrac

## Sprinter Carib AE110G, Corolla Wagon 4WD (1995–2002)

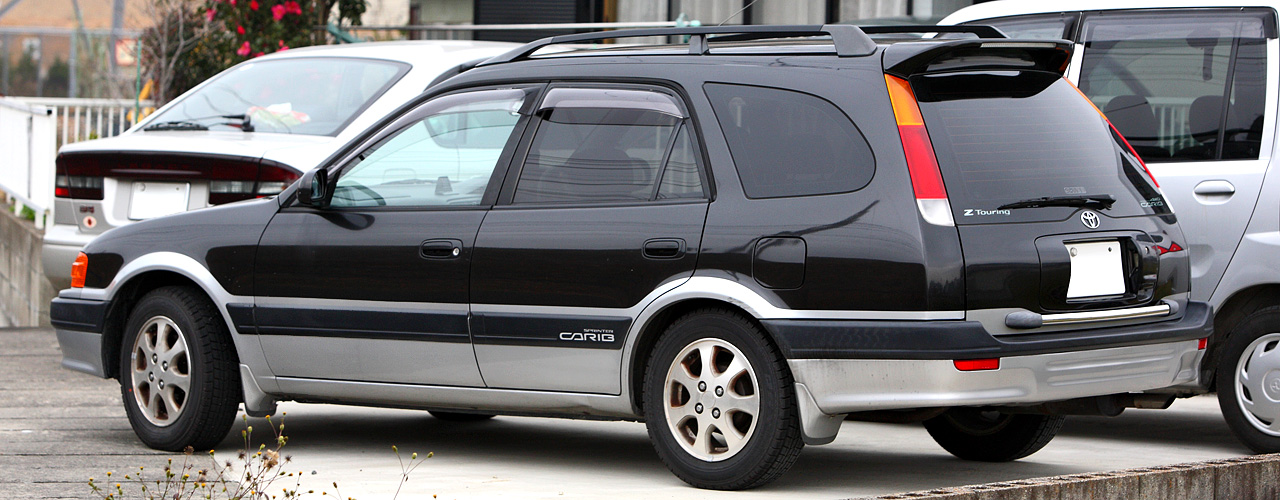
Heckansicht

Die dritte Generation debütierte im August 1995. Das Vorgängermodell hatte sich zuletzt bereits schlechter verkauft, da die typischen SUV-Käufer der ersten Stunde nun mehr SUVs im Geländewagenstil erwarben, wie etwa den Toyota RAV4. Der Sprinter Carib war nun im Grunde nicht mehr als der für Europa geplante Corolla (E110) Kombi mit Allradantrieb und Heckspoiler. Deswegen besaß der 1996 startende Corolla E110 Kombi auch den aus den Vorgängern bekannten hochbauenden Kofferraum und der Sprinter Carib wurde erstmals auf dem Heimatmarkt auch nur mit Frontantrieb als 2WD erhältlich, denn einen eigentlichen Corolla Kombi gab es nun nicht mehr. Die Motoren entsprachen dem im regulären Corolla (E110) verbauten 1587-cm³-Vierzylinder (4A-FE) mit 81 kW (110 PS) oder 85 kW (115 PS) und dem 1762-cm³-7A-FE mit 88 kW (120 PS), jeweils mit Fünfgang-Schaltgetriebe oder Vierstufen-Automatikgetriebe. Die Serienausstattung umfasste Frontairbags und ABS sowie Zentralverriegelung und elektrische Fensterheber. In Europa wurde der Sprinter Carib III schlicht als Corolla Kombi mit Allradantrieb angeboten, ohne Heckspoiler. In Ozeanien als Corolla Wagon 4WD. In Nordamerika wurde diese Baureihe nicht angeboten.
- Unter dem Namen Sprinter Carib Rosso wurde der Sprinter Carib mit dem Frontgrill des europäischen Corolla WRC und dem 1587-cm³-4A-GE-20-Ventil-Twin-Cam-Ottomotor mit 121 kW (165 PS), gekoppelt mit Sechsgang-Schaltgetriebe aus dem Toyota Carina als Sonderserie ab 1997 in Japan produziert.
- Parallel zum Corolla erhielt der Sprinter Carib im April 1998 ein Facelift mit geänderten Scheinwerfern und Kühlergrill, das beim Corolla in Europa erst 1999 eingeführt wurde.
- Im Juli 2002 wurde die Produktion zugunsten des aus den USA importierten Toyota Voltz eingestellt.